# Haims
Haims (1793 noch mit der Schreibweise Hains) ist eine französische Gemeinde mit 230 Einwohnern (Stand 1. Januar 2022) im Département Vienne in der Region Nouvelle-Aquitaine. Sie gehört zum Arrondissement Montmorillon und zum Gemeindeverband Vienne et Gartempe.

## Geografie
Die Gemeinde Haims liegt etwa 48 Kilometer östlich von Poitiers im Osten der historischen Provinz Poitou. Die östliche Gemeindegrenze von Haims bildet der Fluss Salleron. Nachbargemeinden sind Villemort im Norden, Béthines im Nordosten, Journet im Südosten, Jouhet im Südwesten und Westen sowie Antigny im Nordwesten. Zur Gemeinde Haims gehören die Ortsteile Bas Chaveigne, Haut Chaveigne, Puisfranc, La Tutauduère, Les Penins, Arché, La Charillonnerie, Les Georgets, La Petite Ville, Foussac, Beauterre, Bauvais, Thenet, Saint-Maixent und Bessac.

## Bevölkerungsentwicklung
| Jahr      | 1962 | 1968 | 1975 | 1982 | 1990 | 1999 | 2006 | 2013 | 2021 |
| Einwohner | 486  | 426  | 326  | 283  | 226  | 233  | 231  | 226  | 231  |

Im Jahr 1866 wurde mit 724 Bewohnern die bisher höchste Einwohnerzahl ermittelt. Die Zahlen basieren auf den Daten von cassini.ehess und INSEE.

## Sehenswürdigkeiten
- Kirche Saint-Michel (in Teilen aus dem 11. Jahrhundert)
- Château und Hotel im Ortsteil Thenet
- eine mehr als 400 Jahre alte Linde im Ortsteil Thenet

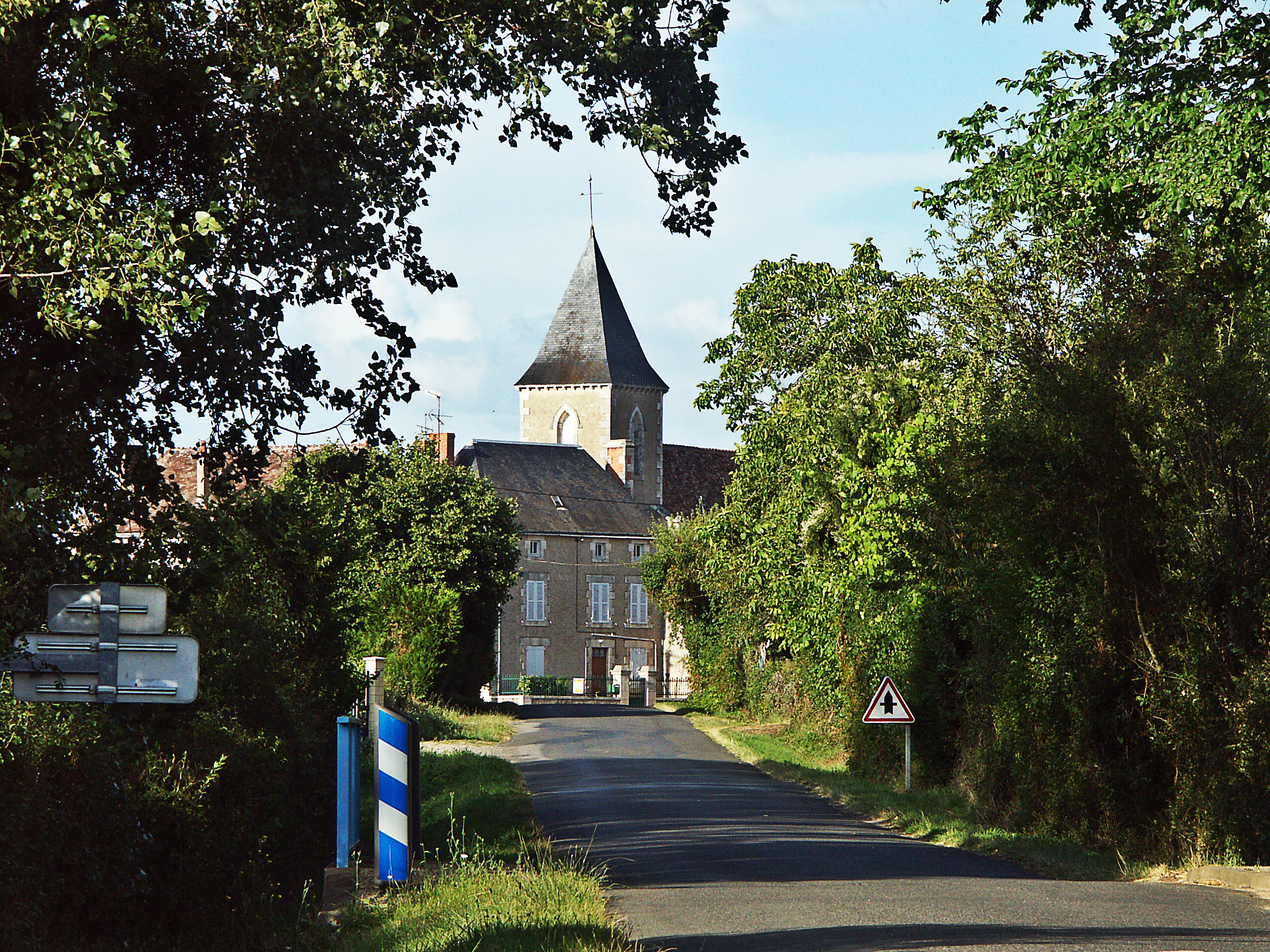
Kirche Saint-Michel

## Wirtschaft und Infrastruktur
In der Gemeinde sind 15 Landwirtschaftsbetriebe ansässig (Getreideanbau, Ziegen- und Schafzucht).
Haims liegt weit abseits der überregional wichtigen Verkehrsachsen und ist durch Nebenstraßen mit den Nachbargemeinden verbunden. In der 48 Kilometer entfernten Stadt Poitiers besteht Anschluss an die Autoroute A 10. Hier befindet sich auch der nächste Bahnhof an der Bahnstrecke Paris–Bordeaux.

## Belege
1. ↑  Ortsname auf cassini.ehess.fr
2. ↑  Haims auf cassini.ehess
3. ↑  Haims auf INSEE
4. ↑  Landwirtschaftsbetriebe auf annuaire-mairie.fr (französisch)